# Сале-Маразино
Сале-Маразино (итал. Sale Marasino) —коммуна в Италии, располагается в провинции Брешиа области Ломбардия.
Население составляет 3176 человек (2008 г.), плотность населения составляет 199 чел./км². Занимает площадь 16 км². Почтовый индекс — 25057. Телефонный код — 030.
Покровителем коммуны почитается священномученик Зенон, епископ Веронский, празднование 12 апреля.

## Демография
Динамика населения:

## Администрация коммуны
- Официальный сайт: http://www.comune.sale-marasino.bs.it/